# خط ۱ متروی مشهد
خط ۱ متروی مشهد به طول ۲۴ کیلومتر فرودگاه شهید هاشمی‌نژاد را به منطقه وکیل‌آباد متصل می‌کند. در فاز اول خط ۱ عملیات اجرایی ۱۹ کیلومتر از این مسیر (نخریسی به وکیل آباد) از آذرماه سال ۱۳۷۹ آغاز گردید. ۱۰٫۵ کیلومتر به صورت زیرزمینی در تونل کم عمق و ۸٫۵ کیلومتر در مسیر همسطح احداث شده است. این خط در میدان تقی‌آباد (ایستگاه شریعتی) خط ۲ را قطع می‌کند. فاز دوم خط ۱ که در بهمن‌ماه ۱۳۹۴ به بهره‌برداری رسید به طول ۵ کیلومتر و با داشتن دو ایستگاه جدید به فرودگاه شهید هاشمی‌نژاد منتهی می‌شود. اجرای خط یک قطار شهری مشهد به صورت قطار سبک شهری LRT انجام گرفته است. همچنین خط مشهد (وکیل‌آباد)-گلبهار به عنوان توسعه غربی این خط هم‌اکنون در دست ساخت است که ممکن است سال ۱۴۰۴ به بهره‌برداری برسد.

## ایستگاه‌ها
| شماره | نام                            | خطوط اتصال | موقعیت                                       | وضعیت | شروع به کار |
| ----- | ------------------------------ | ---------- | -------------------------------------------- | ----- | ----------- |
| ۱     | ایستگاه وکیل آباد              |            | انتهای وکیل‌آباد، سه‌راهی طرقبه-شاندیز         | فعال  | ۱۳۸۹        |
| ۲     | ایستگاه کوهستان پارک           |            | بزرگراه وکیل‌آباد، کوهستان پارک               | فعال  | ۱۳۸۹        |
| ۳     | ایستگاه نمایشگاه               |            | تقاطع وکیل‌آباد - نمایشگاه                    | فعال  | ۱۳۸۹        |
| ۴     | ایستگاه اقبال لاهوری           |            | تقاطع وکیل‌آباد - اقبال لاهوری                | فعال  | ۱۳۸۹        |
| ۵     | ایستگاه صیاد شیرازی            |            | تقاطع وکیل‌آباد - صیاد شیرازی                 | فعال  | ۱۳۸۹        |
| ۶     | ایستگاه صدف                    |            | تقاطع وکیل‌آباد - صدف                         | فعال  | ۱۳۸۹        |
| ۷     | ایستگاه هفت تیر                |            | تقاطع وکیل‌آباد - هفت تیر                     | فعال  | ۱۳۸۹        |
| ۸     | ایستگاه دانش‌آموز               |            | تقاطع وکیل‌آباد - دانش‌آموز                    | فعال  | ۱۳۸۹        |
| ۹     | ایستگاه سید رضی                |            | تقاطع وکیل‌آباد - سیدرضی                      | فعال  | ۱۳۸۹        |
| ۱۰    | ایستگاه کوثر                   |            | تقاطع وکیل‌آباد - کوثر                        | فعال  | ۱۳۸۹        |
| ۱۱    | ایستگاه پارک ملت               |            | تقاطع وکیل‌آباد - امامت                       | فعال  | ۱۳۸۹        |
| ۱۲    | ایستگاه آزادی                  |            | میدان آزادی، ابتدای بلوار ملک‌آباد            | فعال  | ۱۳۸۹        |
| ۱۳    | ایستگاه خیام                   |            | سه‌راه خیام                                   | فعال  | ۱۳۸۹        |
| ۱۴    | ایستگاه فلسطین                 |            | میدان فلسطین                                 | فعال  | ۱۳۸۹        |
| ۱۵    | ایستگاه طالقانی                |            | خیابان احمدآباد، چهارراه کلاهدوز             | فعال  | ۱۳۸۹        |
| ۱۶    | ایستگاه قائم                   |            | خیابان احمدآباد، ابتدای خیابان قائم          | فعال  | ۱۳۸۹        |
| ۱۷    | ایستگاه شریعتی                 |            | میدان دکتر شریعتی (تقی‌آباد)                  | فعال  | ۱۳۸۹        |
| ۱۸    | ایستگاه امام خمینی             |            | خیابان بهار، تقاطع امام خمینی (چهارراه لشکر) | فعال  | ۱۳۸۹        |
| ۱۹    | ایستگاه بسیج                   |            | میدان بسیج (فلکه برق)                        | فعال  | ۱۳۸۹        |
| ۲۰    | ایستگاه هفده شهریور            |            | چهارراه نخریسی                               | فعال  | ۱۳۸۹        |
| ۲۱    | ایستگاه پروین اعتصامی          |            | تقاطع نخریسی - پروین اعتصامی                 | فعال  | ۱۳۸۹        |
| ۲۲    | ایستگاه غدیر                   |            | بزرگراه بسیج، ابتدای خیابان نخریسی           | فعال  | ۱۳۸۹        |
| ۲۳    | ایستگاه بوستان ریحانه          |            | میدان پرواز، ابتدای ورودی فرودگاه            | فعال  | ۱۳۹۴        |
| ۲۴    | ایستگاه فرودگاه شهید هاشمی‌نژاد |            | فرودگاه شهید هاشمی‌نژاد                       | فعال  | ۱۳۹۴        |

## اتصال به قطار مشهد-گلبهار
طرح احداث قطار شهر جدید گلبهار از سال ۱۳۹۱ آغاز شده که از ایستگاه وکیل‌آباد واقع در مشهد شروع شده و به موازات جادهٔ مشهد-چناران به طول حدود ۴۶ کیلومتر به گلبهار منتهی خواهد شد. بنا به گفته استاندار خراسان رضوی این خط ریلی تا سال ۱۴۰۴ به بهره‌برداری خواهد رسید. که باید گفت با توجه به مدیریت ناصحیح و عدم امکانات و بودجه کافی دورنمای بهره‌برداری از این خط تا ده سال آتی بسیار دور از انتظار است. این خط ریلی سریع‌السیر می‌تواند نخستین قطعه از راه‌آهن مشهد-بجنورد-گرگان باشد.
| شماره | نام               | خطوط اتصال | موقعیت                               | وضعیت    | شروع به کار |
| ----- | ----------------- | ---------- | ------------------------------------ | -------- | ----------- |
| ۱     | ایستگاه وکیل آباد |            | انتهای وکیل‌آباد، سه‌راهی طرقبه-شاندیز | فعال     | ۱۳۸۹        |
| ۲     | ایستگاه گلبهار    |            | مرکز شهر گلبهار                      | غیرفعال  | ۱۴۰۴        |
| ۳     | ایستگاه چناران    |            | مرکز شهر چناران                      | غیر فعال | ۱۴۰۴        |